# Венијамин (митрополит цетињски)
Митрополит Венијамин (1582–1591.) је митрополит Црне Горе и Приморја у 16. веку.
Нема ближих података о животу митрополита цетињског Венијамина. У своме делу „Азбучник“, Радослав Грујић га помиње у листи митрополита цетињских, после митрополита Герасима, а прије митрополита Стефана, 1582. године.
У зборнику докумената „Грађа за историју Црне Горе“, Душан Д. Вуксан,  у документу „Митрополит Венијамин поставља кир Илију протопопом 5 марта 1591“, митрополит Венијамин се потписује са „Митрополит Черније Гори и Приморја“.
У списима архимандрита Илариона Руварца као вријеме столовања митрополита Венијамина наводи се период од 1582–1591. године.